# Zeta Tzamalouka
Zeta Tzamalouka (griechisch Ζέτα Τζαμαλούκα, * 29. März 1969 in Athen) ist eine ehemalige griechische Squashspielerin.

## Karriere
Zeta Tzamalouka spielte nur vereinzelt auf der WSA World Tour, ihre höchste Platzierung erreichte sie mit Rang 61. Mit der griechischen Nationalmannschaft nahm sie mehrfach an Europameisterschaften teil und stand im Einzel 2006 im Hauptfeld. Dort schied sie in der ersten Runde gegen Daniela Schumann aus. Zwischen 1996 und 2012 wurde sie achtmal griechische Meisterin.
Sie ist verheiratet und hat ein Kind.

## Erfolge
- Griechischer Meister: 8 Titel (1996–1999, 2005, 2006, 2011, 2012)